# Comte des largesses sacrées

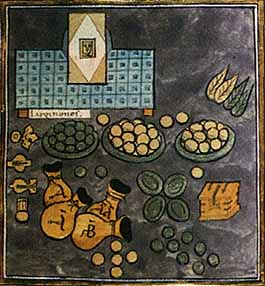
Les insignias du comte des largesses sacrées dans la Notitia dignitatum : sacs de pièces et métaux, désignant son contrôle sur les mines et les ateliers monétaires, et le codicille de sa nomination.

Le comte des largesses sacrées (en latin comes sacrarum largitionum ; en grec κόμης τῶν θείων θησαυρῶν, kómes tōn theíon thesaurōn) est un haut fonctionnaire fiscal sous le Bas-Empire romain et pendant la période byzantine.

## Histoire
Bien que la fonction soit attestée pour la première fois en 342-345, sa création doit remonter à environ 318, sous l'empereur Constantin Ier (r. 306-337). Ce comte est le successeur du rationalis de la période du principat. Il contrôle les secteurs financiers ne relevant pas des compétences des préfets du prétoire : l'imposition des sénateurs, le chrysargyre, les droits de douane, les mines, les ateliers monétaires, les moulins et fabriques de textiles appartenant à l'État. Il contrôle également à l'origine les domaines privés de l'empereur avant qu'ils ne passent sous la compétence du comte du domaine privé à la fin du IVe siècle. Il exerce par ailleurs certaines fonctions judiciaires relatives à l'impôt,.
Le comte perd en importance après la fin du Ve siècle, en particulier lorsque l'empereur Anastase Ier (r. 491-518) abolit le détesté chrysargyre. Il reste néanmoins l'un des principaux ministres dans le domaine fiscal, responsable de toute une série de bureaux (scrinia) et de nombreux fonctionnaires détachés dans les provinces. Ainsi, Pierre Barsymès qui occupe à deux reprises ce poste dans les années 540 est un des principaux hauts fonctionnaires au cours du règne de Justinien. Le dernier comte est mentionné sous l'empereur Phocas (r. 602–610). Il est remplacé par le sacellaire et le logothète général, qui restent les principaux ministres dans le domaine fiscal pendant la période byzantine (VIIe – XIe siècles),.